# Águia de Marabá Futebol Clube
L'Águia de Marabá Futebol Clube, meglio noto come Águia de Marabá, è una società calcistica brasiliana con sede nella città di Marabá, nello stato del Pará.

## Storia
Fondato nel 1982, il club divenne professionistico nel 1999. Nelle stagioni 2001 e 2002, il club ha partecipato al Campeonato Brasileiro Série C, dove entrambe le volte è stato eliminato alla prima fase. Nella stagione 2008, il club ha raggiunto la finale del Campionato Paraense, perdendo il titolo contro il Remo. Tuttavia, con questo risultato, l'Águia de Marabá si è qualificato per la Coppa del Brasile 2009. Nella stagione 2010, il club ha raggiunto per la seconda volta la finale del Campionato Paraense, questa volta perdendo il titolo contro il Paysandu. Dal 2008 al 2015, il club ha partecipato otto volte di fila al Campeonato Brasileiro Série C.

## Palmarès

### Competizioni statali
- Campeonato Paraense: 1

2023
- Campeonato Paraense Segunda Divisão: 1

2015
- Supercopa Grão-Pará: 1

2024